# 菲尔·唐纳修
菲利普·约翰·“菲尔”·唐纳修（英語：Phillip John Donahue，1935年12月21日—2024年8月18日）是美国作家、制片人，但其最为人熟知的就是《菲尔·唐纳修秀》的原创者与主持人。该电视节目以《唐纳修秀》为人所知，是第一个以脱口秀形式制作的节目。在俄亥俄州代顿市本地电视台播出三年后，开始在美国全国播出长达26季，1996年结束。
他的节目经常聚焦于美国现代自由主义和保守主义分裂议题，比如堕胎、消费者保护、公民权利以及战争议题。节目中最常请到的嘉宾是拉尔夫·纳德。2000年总统大选，唐纳修为他参选助威。2003年期间，唐纳修还在MSNBC主持一档脱口秀节目。
1996年在杂志《电视导览》评选出的“历史上最伟大的五十个电视明星”位列第42位。
2024年8月20日，菲尔·唐纳修的妻子玛洛·托马斯在Instagram上宣佈唐纳修已在18日逝世，終年88歲。

## 早年生活
唐纳修生于俄亥俄州克利夫兰的一个爱尔兰天主教中产阶级家庭；他的父亲是一个家具业务员，母亲是一个工厂鞋店导购
1949年唐纳修毕业于克利夫兰近郊的圣母小学。1953年作为圣·爱德华高中第一届毕业生毕业，该校位于俄亥俄州来的莱克伍德市是天主教男子私立学校。1957年从圣母大学工商管理专业毕业。

## 职业生涯
1957年唐纳修的事业始于克利夫兰的KYW电台和电视台的制作助理。由于原播音员的原因，他获得了一天担任播音员的机会。
在新墨西哥州阿尔布开克市短期从事过银行支票整理员工作，毕业后，唐纳修前往密歇根州艾德里安市WABJ电台担任节目导演。
之后跳槽到CBS晚间新闻任特约记者，又担任WHIO电视台新闻主播，其中对Jimmy Hoffa和Billie Sol Estes的专访引起美国全国的聚焦。
1963年至1967年唐纳修还主持着一个下午Phone-in脱口秀《Conversation Piece》。访问了许多公民权利斗士，包括马丁·路德·金、马尔科姆·X以及反战者。

## 菲尔·唐纳修秀
1967年11月6日，唐纳修离开WHIO电台，加盟代顿市WLWD电视台并将脱口秀节目搬上电视，命名为《菲尔·唐纳修秀》。
起初，节目仅在克罗斯利广播公司旗下的电视台播出。自1970年1月，《菲尔·唐纳修秀》进入电视台联播网在美国全国播出。节目最早在芝加哥录影，为了离妻子玛洛·托马斯更近一些，1984年起唐纳修搬到纽约。

在开播29年、全国连播26年，播出7,000集后，这个一小时每日秀最后一集《唐纳修》在1996年5月播出后正式谢幕。是目前美国电视史上最长寿的脱口秀节目。
在主持自己节目期间，唐纳修在1980年至1982年还出现在NBC的《今日秀》。之后又和前苏联记者弗拉基米尔·珀斯纳从1991年到1994年主持CNBC电视台一出周刊式圆桌节目《珀斯纳/唐纳修》。

## MSNBC节目
菲尔·唐纳修在2002年7月回归电视荧屏，在MSNBC电视台主持节目《唐纳修》。2003年2月25日，由于低迷不振的收视率，MSNBC取消了节目。根据《纽约时报》报道，尽管MSNBC大为造势且首播有66万观众，但三周后很快下落到39万。到2002年年底，唐纳修的观众人数跌至不到38万。虽然节目收视率低于同时段比尔·奥雷利的节目《奥雷利实情》的六分之一，《唐纳修》仍是MSNBC停播节目中收视率最高的一档，与克里斯·马修斯的《硬球》打成平手。节目停播后，很快AllYourTV.com报道称收到一盘NBC内部纪录，证明唐纳修由于他“对NBC在战争时期来说是一个不适宜的公众形象”而被解雇。诺玛·索璐门2005年出版的《做爱、打仗：与战争状态的美国亲密接触》一书中得出相同的结论。

## 电影制作人
2007年唐纳修担任与独立电影人Ellen Spiro联合执导的纪录长片《战争之躯》的监制。影片入围奥斯卡最佳纪录片纪录片首轮十五候选名单。

## 荣誉
唐纳修九次荣获艾美奖，其中包括1993年11月20日将他列入 美国电视艺术家与科学学院名人堂。而其余八次则是凭借《菲尔·唐纳修秀》获得日间艾美奖最佳脱口秀主持人奖（1977年、1978年、1979年、1980年、1982年、1983年、1985年、1986年）。

## 个人生活
唐纳修与第一任妻子玛格·库尼在1958年结婚，他们有五个孩子，于1975年离婚。1980年起，女演员玛洛·托马斯（丹尼·托马斯的女儿）成为他的第二任妻子至今，二人自1986年在康涅狄格州西港定居。
考虑到并不想让第一段婚姻宣告无效，唐纳修认为自己不是“一个非常好的罗马天主教徒”。
他坚信自己“永远是一个天主教徒”，但同时反对教会的“反性神学”。
唐纳修曾说认为麦达兰·默里·欧海尔的无神论“很重要”。他曾承认自教会认为他生活在通奸的状态中后，便被禁止得到圣餐。
2010年11月10日，奥普拉·温弗里邀请唐纳修与其他前知名脱口秀主持人莎莉·杰西·瑞秋、格拉多·瑞沃、瑞奇·雷克和蒙泰尔·威廉姆斯参加她的节目。这是奥普拉第一次在他们的节目停播后汇聚众主持人在一起。

## 相关连接
- 菲尔·唐纳修的X（前Twitter）
- 菲尔·唐纳修在互联网电影资料库（IMDb）上的資料（英文）
- C-SPAN內的頁面（英文）
- 战争之躯
- 菲尔·唐纳修专题 广播交流博物馆